# 台鋼科技大學站
台鋼科技大學站位於高雄市路竹區，為高雄捷運紅線（岡山路竹延伸線）的捷運車站。

## 車站概要
車站代碼為RK5。站區位於台鋼科技大學大門口處。

## 車站構造
高架車站，兩座側式月台，一個出入口。